# Чеботарёв, Владимир Александрович
Влади́мир Алекса́ндрович Чеботарёв (16 августа 1921, Карачев, Брянская область — 4 марта 2010, Москва) — советский кинорежиссёр и сценарист. Заслуженный деятель искусств Российской Федерации (1994), заслуженный деятель искусств Северо-Осетинской АССР (1959). Член КПСС с 1951 года.

## Биография
Родился в городе Карачеве (ныне — Брянской области). В юности готовился к военной службе, много занимался спортом, мечтал стать генералом. Со временем также увлёкся кино. В 1941 году окончил Ростовское военно-артиллерийское училище, где прошёл кавалерийскую подготовку.
В начале Великой Отечественной войны был направлен в город Гайсин Киевского военного округа, в места формирования 189-й стрелковой дивизии. В звании лейтенанта был определён командиром артиллерийской батареи. Во время одного из боёв получил осколочное ранение в ногу и попал в госпиталь. Через несколько дней госпиталь был захвачен нацистами. В ту же ночь вместе с двумя другими ранеными Чеботарёв совершил побег.
Долго пробирался через Украину к линии фронта. Некоторое время жил на хуторе Крамаренки, где его выхаживала одна из местных семей под видом родственника. Затем кто-то донёс на него в гестапо, Владимира арестовали и направили в лагерь для военнопленных, откуда ему также удалось бежать спустя полгода. По пути он встретил советских разведчиков, которые доставили его в отдел контрразведки «Смерш». Оттуда был направлен на фронт в качестве командира запасного полка. Войну закончил в Будапеште в 1945 году.
В. А. Чеботарёв окончил режиссёрский факультет Всесоюзного государственного института кинематографии (мастерская Михаила Ромма) в 1952 году. После окончания ВГИКа работал на Ленинградской киностудии научно-популярных фильмов и на киностудии «Ленфильм». С 1963 года — на «Мосфильме».
В числе наиболее известных работ Чеботарёва — советский фантастический кинофильм «Человек-амфибия», снятый в 1961 году совместно с режиссёром Геннадием Казанским по мотивам одноимённого произведения Александра Беляева. Это один из самых кассовых советских фильмов (11-е место в общем рейтинге). Картине был присуждён приз «Серебряный парус» на фестивале фантастических фильмов в Триесте (Италия, 1962). По словам Владимира Александровича, Казанский в съёмках участия фактически не принимал; его прислали «для дисциплины… вроде следить за мной» из-за романа Чеботарёва с моделью Адой Сергеевной Духавиной (будущей женой), о котором недоброжелатели донесли директору «Ленфильма».
В картине «Человек-амфибия» впервые в истории советского кинематографа съёмки проводились на дне Чёрного моря. Хотя Чеботарёв уже имел опыт погружения с аквалангом, он вместе с кинооператором Эдуардом Розовским потратил год на подготовку, занимаясь подводным плаванием под руководством чемпионов страны, и в общей сложности провёл 260 часов под водой. Актёры также прошли подготовку с инструкторами, и в итоге снимались без дублёров.
Последние 17 лет жизни Чеботарёв пытался поставить фильм «Сталин и Тухачевский» — о трагической судьбе советского маршала Михаила Тухачевского. Сценарий был написан ещё в 1993 году на основе архивных документов. Замысел, однако, остался нереализованным из-за нехватки средств.
В 2010 году за несколько дней до смерти Владимира Чеботарёва вышла в свет его автобиографическая книга «От „Человека-амфибии“ до „Батальоны просят огня“».
Режиссёр жил в Москве, на улице Удальцова, д. 16 (кооперативный дом «Мосфильма»).
Похоронен на Востряковском кладбище, рядом с женой.

## Семья
Отец Александр Чеботарёв погиб во время Великой Отечественной войны.
Жена — Ада Сергеевна Духавина (1924—2003), работала моделью в Ленинградском доме моделей, затем художником по костюмам на «Мосфильме». Познакомились на съёмках фильма «Дон Кихот» Григория Козинцева, где Чеботарёв был вторым режиссёром. Духавина пришла на съёмки вместе с сыном Владимиром, отобранным для одной из ролей. В фильме Козинцева мальчик тогда так и не снялся, однако в дальнейшем Владимир Тыкке стал актёром, в последние годы был главным режиссёром петербургского театра «Балтийский дом». Ада Духавина также ушла в кино из модельного бизнеса по настоянию мужа. В их браке родилась дочь Ирина.
Во время войны Чеботарёв попал в окружение и, будучи раненым, некоторое время скрывался от немцев на хуторе Крамаренки. Там он встретил Екатерину Ефимовну Крамаренко, которую впоследствии называл своей первой женой (официально брак не мог быть тогда зарегистрирован). У них 17 июля 1942 года родилась дочь. Об этом Чеботарёв узнал не сразу: он был по доносу кого-то из соседей схвачен гитлеровцами и находился в лагере для военнопленных. Через полгода ему удалось совершить побег; пробравшись на хутор, он впервые увидел дочь Тамару. Простившись с семьёй, Чеботарёв продолжил путь к линии фронта. После войны направил запрос на Украину, но ему сообщили, что в живых никого не осталось. На тот момент Екатерина Крамаренко уже проживала в Северной Осетии, куда её семья перебралась во время неурожая 1946—1947 годов. Она также пыталась разыскать Чеботарёва. Но получила ответ, что он пропал без вести, тогда как в действительности тот проходил спецпроверку в фильтрационном лагере в Подольске. В 2008 году редакторы программы «Двадцать лет спустя. От всей души» на ТВЦ отыскали Крамаренко. Спустя 66 лет Чеботарёв, его дочь, а также её дети и внуки встретились на съёмках программы. Екатерина Крамаренко скончалась за 10 лет до этого.

## Награды и звания
- Заслуженный деятель искусств Российской Федерации (11 апреля 1994 года) — за заслуги в области киноискусства[11]
- Орден Почёта (13 октября 1998 года) — за заслуги перед государством, большой вклад в укрепление дружбы и сотрудничества между народами, многолетнюю плодотворную деятельность в области культуры и искусства[12]

## Фильмография
- 1959 — Сын Иристона
- 1961 — Человек-амфибия (совместно с Г. С. Казанским)
- 1963 — Секретарь обкома
- 1965 — Как вас теперь называть?
- 1966 — Дикий мёд
- 1968 — Костры на башнях
- 1968 — Крах
- 1971 — Цена быстрых секунд
- 1974 — В горах реки бурные
- с 1974 — Ералаш
- 1975 — Алмазы для Марии
- 1978 — Право первой подписи
- 1979 — Выстрел в спину
- 1981 — Кольцо из Амстердама
- 1983 — Тревожный вылет
- 1985 — Батальоны просят огня
- 1990 — Неизвестные страницы из жизни разведчика
- 1993 — Итальянский контракт
- 1993 — Зачем алиби честному человеку?